# Heinrich Neuhaus

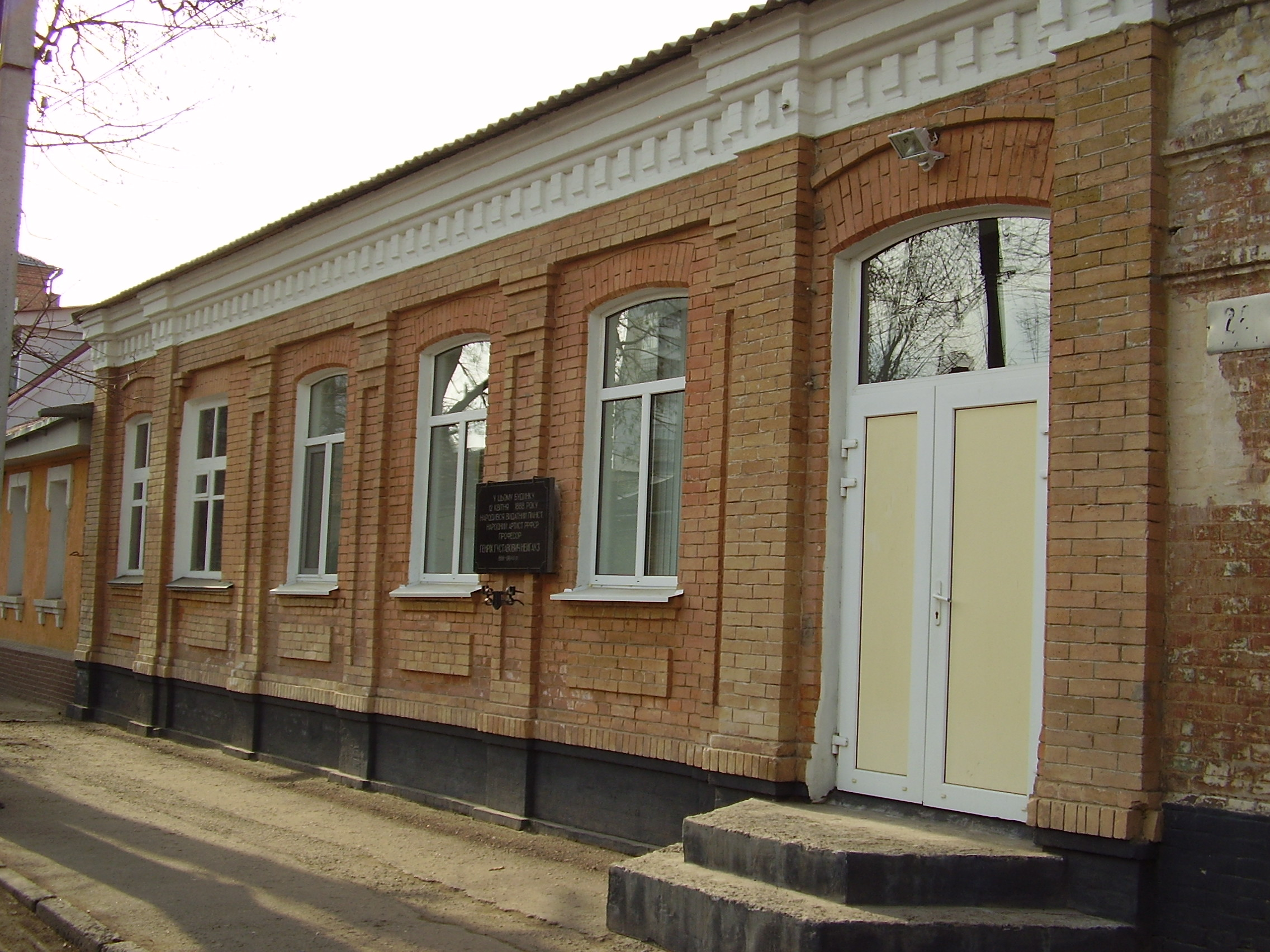
Dom, w którym urodził się muzyk

Heinrich Gustawowicz Neuhaus, forma spolszczona Henryk Neuhaus, (ros. Генрих Густавович Нейгауз; ur. 31 marca?/12 kwietnia 1888 w Jelizawietgradzie, zm. 10 października 1964 w Moskwie) – rosyjski pianista i pedagog pochodzenia polsko-niemieckiego.
Ceniony interpretator muzyki Ludwiga van Beethovena i Fryderyka Chopina. Dwukrotny juror Międzynarodowego Konkursu Pianistycznego im. Fryderyka Chopina. Wykładowca Konserwatorium Moskiewskiego w latach 1922–1964. Autor publikacji Sztuka pianistyczna (1958).

## Życiorys
Urodził się w Jelizawietgradzie (obecnie Kropywnycki) na Ukrainie. Jego ojciec, Gustaw Neuhaus, był pochodzącym z Nadrenii Niemcem o korzeniach holenderskich, określającym siebie „polskim patriotą”. Jego matka, Olga z domu Blumenfeld, była Polką pochodzenia austriackiego, spokrewnioną z Korwin-Szymanowskimi. Jego wujem był dyrygent i kompozytor Felix Blumenfeld. Debiutował w rodzinnym mieście w 1902. Dwa lata później koncertował w Niemczech . Następnie studiował u Leopolda Godowskiego w Berlinie, a od 1909 roku do wybuchu I wojny światowej pobierał lekcje w jego klasie mistrzowskiej w Konserwatorium Wiedeńskim.
W 1913 wziął udział w koncercie kompozytorskim Karola Szymanowskiego w Wiedniu, podczas którego grał m.in. Maski op. 34. W 1914 debiutował w Berlinie, gdzie wykonał utwory Johannesa Brahmsa, Fryderyka Chopina (Sonata h-moll op. 58) i Karola Szymanowskiego (II Sonata A-dur op. 21). W tym samym roku Neuhaus zaczął uczyć w Jelizawetgradzie, a później w Tbilisi (zwanym wówczas Tiflis) oraz w Kijowie, gdzie zaprzyjaźnił się z Vladimirem Horowitzem. Od momentu czasowego sparaliżowania, Neuhaus zaprzestał działalności koncertowej i poświęcił się pedagogice fortepianowej. Od 1922 roku nauczał w Konserwatorium Moskiewskim, którym kierował w latach 1935–-1937. Kiedy w 1942 roku Niemcy zbliżyli się do Moskwy, Neuhaus został uwięziony przez władze sowieckie jako „niemiecki szpieg”. Uwolniono go po ośmiu miesiącach, po interwencji muzyków, m.in. Dmitrija Szostakowicza oraz Emila Gilelsa. W 1949 odbył się w Moskwie pierwszy i jedyny recital Neuhausa po II wojnie światowej, podczas którego wykonał m.in. mazurki Chopina. Na jego repertuar składały się głównie utwory van Beethovena, Brahmsa, Chopina, Claude’a Debussy’ego (słynna seria koncertów w Moskwie, podczas których wykonywał wszystkie jego Preludia), Nikołaja Medtnera, Nikołaja Miaskowskiego, Siergieja Prokofjewa, Aleksandra Skriabina, (wszystkie jego sonaty), Dmitrija Szostakowicza i Szymanowskiego (dwie sonaty fortepianowe, Wariacje b-moll op. 3, Metopy op. 29 i Maski op. 34).
Neuhaus znany był z poetyckiego magnetyzmu w grze i artystycznej finezji. Do jego długoletnich przyjaciół należał Boris Pasternak; Osip Mandelsztam podziw dla jego gry wyraził w specjalnym wierszu. Stanisław Neuhaus, syn Heinricha z pierwszego małżeństwa z Zinaidą (która następnie wyszła za Pasternaka), był pianistą i nauczycielem, a Stanisław Bunin – zwycięzca Konkursu Chopinowskiego w 1985 – jego wnukiem.

## Działalność pedagogiczna
Jego lekcje miały charakter otwarty; zachęcał do obecności podczas nich innych uczniów . Szanował ich indywidualność oraz twierdził, iż nauczyciel powinien umieć pracować zarówno z uczniami zdolnymi jak i przeciętnymi. Był zwolennikiem stosowania metody Chopina. Cenił jego etiudy, a także wybrane etiudy Debussy’ego, Ferenca Liszta, Siergieja Rachmaninowa i Skriabina, a także preludia z Das Wohltemperierte Klavier Johanna Sebastiana Bacha, odrzucając ćwiczenia Carla Czernego. Deklarował się jako zwolennik aspirantury jako okresu „pogłębiania samodzielnego myślenia artystycznego i osiągania pełnej dojrzałości”.
Do uczniów Heinricha Gustawowicza Neuhausa należeli: Ryszard Bakst, Emil Gilels, Anton Ginsburg, Wiera Gornostajewa, Radu Lupu, Valentina Kameníková, Tadeusz Kerner, Władimir Krajniew, Jewgienij Malinin, Jewgienij Mogilewski, Lew Naumow, Swiatosław Richter, Irena Sijałowa-Vogel, Eliso Wirsaladze, Victor Eresko, Jakow Zak .
Odznaczony Orderem Lenina i Orderem Czerwonego Sztandaru Pracy. Ludowy Artysta RFSRR i Zasłużony Działacz Sztuk RFSRR.